# Steven Sessegnon
Zeze Steven Sessegnon (ur. 18 maja 2000 w Roehampton) – angielski piłkarz benińskiego pochodzenia występujący na pozycji obrońcy. Młodzieżowy reprezentant Anglii. Brat bliźniak Ryana Sessegnon, kuzyn Stéphane'a Sessègnon.